# 네이버 오디오클립
네이버 오디오클립(영어: NAVER Audio Clip)는 네이버의 오디오 스트리밍 서비스로, 사용자가 음원을 청취 · 업로드 · 공유할 수 있다.
2018년부터 오디오북 컨텐츠를 일부 유료로 판매한다.

### 특징
네이버에서 운영하는 오디오 스트리밍 서비스로, 라이브를 앱에서 바로 진행할 수 있다. 그외에 방송사가 직접 운영하는 채널과 오디오 드라마 등을 들을 수 있다.

### 창작 지원

#### 오팬 오크리에이터
사용자와 창작자가 함께하는 지원 프로그램으로, 매월 채널의 활동 데이터에 따라 네이버에서 지원금을 지급해준다.

#### 오디오 스튜디오 지원
네이버TV처럼 네이버 파트너 스퀘어의 스튜디오를 이용할 수 있으며, 라이브 방송, 보컬 녹음까지 가능하다고 한다. 다만, 파트너 스퀘어 역삼, 광주, 종로, 홍대에만 오디오 스튜디오가 존재한다.

#### 교육
오디오 콘텐츠 제작 관련 기초적인 이론부터 전문적인 실습 과정까지 전문적인 교육 프로그램을 지원한다.

#### 배경음악
제작 중인 콘텐츠에 무료로 사용할 수 있는 다양한 장르의 배경음악을 제공해준다.

#### 오, 크리에이터뷰
오디오클립에서 활동하는 크리에이터를 소개하고 그들의 생각과 일상을 통해 새로운 인사이트에 공유해주는 콘텐츠를 운영하고 있다.

#### 스페셜 이벤트
운영하는 채널의 구독 이벤트를 지원하는 프로그램으로, 이벤트 완료시 지원금을 지원해준다고 한다.

#### 홍보 지원
네이버에서의 검색을 통한 채널 노출 외에 네이버의 여러 주제 서비스에서 채널을 홍보해준다.

### 수익
네이버에서 매달 자체적으로 지원금을 지급하긴 하지만, 네이버TV처럼 별도의 광고 수익은 존재하지 않는다.